# オンライン実行環境
オンライン実行環境（またはオンラインコンパイラ、Comparison of online source code playgrounds）とはサーバーにアップロードしたコンピュータプログラミングのソースコードを実行しその結果を返すシステム、およびそのシステムを提供するサービスのことである.。ここでは「オンラインIDE」、「オンラインジャッジ」についても説明する。

## 概要
プログラミングのソースコードをコンパイルしたり実行したり出来る環境をサーバーで提供し、インターネットを介しソースコードをアップロードすることによりプログラムの実行結果を表示してくれる。

### オンライン実行環境の例
- codepad http://codepad.org/

など

## オンラインIDE
オンライン実行環境およびオンラインジャッジにおいて、ソースコードの提出用フォームのエディタの機能、およびその機能を提供サービスを指す。インデント自動補完、特定キーワードの入力補完、キーワードやコメントなどの文字の色付け、色やフォントの指定などこれらの１つ以上の機能を提供している。

### オンラインIDEを備えるオンライン実行環境の例
- Ideone[8][9] https://ideone.com/
- Wandbox[10][11] https://wandbox.org
- GeeksForGeeks IDE https://ide.geeksforgeeks.org/
- paiza.IO[12][13] https://paiza.io/

など

## オンラインジャッジ
オンラインジャッジ(Online judge)とはプログラミングで解答する問題（課題）がありその答えのソースコードを提出（アップロード）するとそのプログラムを実行し、その実行結果に何らかの判定をつけるシステム、およびそのシステムを提供するサービスのことである。プログラミングの学習サービスやプログラミングゲームやプログラミングコンテスト(競技プログラミングなど)に採用されている。

### オンラインジャッジの例
- AizuOnlineJudge 会津大学が提供するオンラインジャッジサービス http://judge.u-aizu.ac.jp/onlinejudge/
- Sphere Online Judge(SPOJ) http://www.spoj.com/
- UVa Online Judge バリャドリッド大学が提供するオンラインジャッジサービス http://uva.onlinejudge.org/
- PKU Online Judge 北京大学が提供するオンラインジャッジサービス http://poj.org/
- URI Online Judge https://www.urionlinejudge.com.br/
- Timus Online Judge http://acm.timus.ru/

など